# Maha Haddioui
Maha Haddioui (Casablanca, 15 de maio de 1988) é uma golfista profissional marroquina que joga no Ladies European Tour.
Tornou-se profissional em 2011.
Haddioui irá representar o Marrocos no jogo por tacadas individual feminino do golfe nos Jogos Olímpicos de Verão de 2016, no Rio de Janeiro, Brasil.